# Andrezieux Challenger 2006
L'Andrezieux Challenger 2006 è stato un torneo di tennis facente parte della categoria ATP Challenger Series nell'ambito dell'ATP Challenger Series 2006. Il torneo si è giocato a Andrezieux in Francia dal 30 gennaio al 5 febbraio 2006 su campi in cemento indoor.

## Vincitori

### Singolare
Gilles Elseneer ha battuto in finale  Gilles Simon con il punteggio di 4–6, 6–1, 6–4

### Doppio
Julien Benneteau /  Nicolas Mahut hanno battuto in finale  Grégory Carraz /  Antony Dupuis con il punteggio di 6–4, 6–4